# Dicranomyia (Dicranomyia) neananta
Dicranomyia (Dicranomyia) neananta is een tweevleugelige uit de familie steltmuggen (Limoniidae). De soort komt voor in het Oriëntaals gebied.